# ゴースト・ヒッツ 93-96
ゴースト・ヒッツ 93-96（GHOST HITS 93-96）は、1996年6月1日に発売されたソウル・フラワー・ユニオン初のベスト・アルバム。

## 解説
1996年、被災地・神戸でのソウル・フラワー・モノノケ・サミットの活動が最も激しい中に発表された、ソウル・フラワー・ユニオン最初期のコンピレーション・アルバムである。ファースト・アルバム『カムイ・イピリマ』、セカンド・アルバム『ワタツミ・ヤマツミ』がそれぞれメスカリン・ドライヴ、ニューエスト・モデルの「ラスト・アルバム」的な性格を持つ内容であったため、この2作や未発表曲を中心にソウル・フラワー・ユニオン色の濃い楽曲が集められた、ともいえる作りになっている。
また、前年に発表されたシングル「満月の夕」が初めてアルバム収録された。この半年後に発表されたサード・アルバム『エレクトロ・アジール・バップ』に収録された「満月の夕」は、梅津和時らと再録した新たなヴァージョンである。
また、被災地・神戸での最初期の彼らの活動にギターで参加していた石田長生が、チンドン・ヴァージョンの「杓子定木」に参加している。
「やまんばの里」「騒乱節（ソーラン節）」は、『ワタツミ・ヤマツミ』のレコーディングで録られた、当時の未発表曲である。

## 収録曲
1. リベラリストに踏絵を ＜94 EDIT VERSION＞ LOYALTY TEST FOR THE LIBERALISTS
2. 世界市民はすべての旗を降ろす＜96 GHOST MIX＞ SEKAI SHIMIN (CITIZEN OF THE WORLD TAKE DOWN ALL THEIR FLAGS)
3. 陽炎のくに、鉛のうた KAGERO (STATE OF HEAT HAZE, SONG OF LEADEN)
4. 満月の夕 ＜95 SINGLE VERSION＞ MANGETSU NO YUBE (A FULL MOON EVENING)
5. やまんばの里 ＜96 GHOST MIX＞ YAMANBA’S VILLAGE
6. ひぐらし ＜96 GHOST MIX＞ HIGURASHI
7. レプン・カムイ ＜95 SINGLE MIX＞ REPUN KAMUY
8. 騒乱節 (ソーラン節) ＜96 GHOST MIX＞ SORAN BUSHI (LET’S GET EXCITE AND BE CHAOTIC)
9. ひまわりの夢 HIMAWARI (DREAM OF THE SUNFLOWER)
10. 霊柩車の窓から ＜96 GHOST MIX＞ REIKYUSYA
11. アイヌ・プリ ＜94 ALTERNATE MIX＞ AYNU PURI
12. 天の生贄 ＜93 ALTERNATE MIX＞ TEN NO IKENIE (SACRIFICE)
13. もののけと遊ぶ庭 MONONOKE (A GARDEN TO PLAY WITH GHOSTS)
14. 杓子定木 ＜96 MONONOKE SUMMIT VERSION＞ SYAKUSI JYOGI (THE FORMALISTS)

## 備考
- M-2 シングルとは別ミックス
- M-4 シングル・ヴァージョン
- M-6 『カムイ・イピリマ』とは別ミックス。うつみようこのヴォーカルは再録
- M-7 シングル・ミックス
- M-8 北海道民謡。歌詞は喜納昌吉と中川敬
- M-10『カムイ・イピリマ』とは別ミックス。
- M-11 喜納昌吉&チャンプルーズ のカバー。『ワタツミ・ヤマツミ』とは別ミックス。
- M-14 ニューエスト・モデルのリメイク・ヴァージョン。ソウル・フラワー・モノノケ・サミット による演奏。